# Ricotia
Ricotia là chi thực vật có hoa trong họ Cải.